# Uvaria alba
Uvaria alba är en kirimojaväxtart som beskrevs av Elmer Drew Merrill. Uvaria alba ingår i släktet Uvaria och familjen kirimojaväxter. Inga underarter finns listade i Catalogue of Life.